# 吸管效應
吸管效應指類似用吸管吸取杯中果汁，就能把吸管周圍的果汁都吸入，形容在某區域植入某種“吸管”，就能聚集資源，引起明顯的區域反應。
是一種雷利「零售引力法則」的應用。
可細分為以下三種：
1. 交通網的分岐點發展，而分支衰退
2. 交通網的起點與终點發展，而中繼站衰退
3. 交通網的大都市發展，而小都市衰退(馬太效應)

但有時也會用吸管效應說明因為一些原因（例如交通便利）使得一些人力及資源流失的情形。
2011年針對大陸各地的高鐵，大陸學者也認為有吸管效應，認為會吸引周圍的資源。
2006年在台灣高鐵快通車時，有台灣學者指出，高鐵通車可能會造成吸管效應，使嘉義和台南的人潮及資源有明顯流出。
青藏鐵路通車，亦有對於吸管效應的疑慮：主张西藏独立的西藏流亡政府及部分流亡藏人認為，鐵路建成後漢人會大量湧入西藏，西藏的文化將會受漢化侵蝕，同時亦會使西藏耕地流失。